# Zalisți, Rojîșce
Zalisți (în ucraineană Залісці) este localitatea de reședință a comunei Zalisți din raionul Rojîșce, regiunea Volînia, Ucraina.

## Demografie
Componența lingvistică a localității Zalisți
     Ucraineană (100%)
Conform recensământului din 2001, toată populația localității Zalisți era vorbitoare de ucraineană (100%).